# Børge Mogensen
Børge Mogensen (Aalborg, 13 april 1914 - Kopenhagen, 5 oktober 1972) was een Deens meubelontwerper. Hij ontwierp voor meubelfabrikanten en voor het Designmuseum Danmark in Kopenhagen.

## Biografie
Na zijn scholing tot meubelmaker ging Mogensen vanaf 1936 verder met een studie in meubelontwerp aan Danmarks Designskole. Aansluitend zette hij zijn studie van 1938 tot 1941 voort aan de Koninklijke Deense Kunstacademie.
Direct na zijn studie werkte hij voor verschillende architecten, onder wie Mogens Koch en van 1945 tot 1947 voor Kaare Klint die in die tijd ook hoogleraar was voor de kunstacademie. Na de dood van Klint in 1954 werd Mogensen diens opvolger als ontwerper van het Designmuseum Danmark.
In 1942 werd hij aangetrokken als hoofd van het ontwerpatelier van de meubelfabriek FDB (Fællesforeningen for Danmarks Brugsforeninger, vrij vertaald: Deense verbruikerscoöperatie). Sinds 1953 werkte als zelfstandig ontwerper. Daarnaast was hij vanaf 1955 tot zijn dood hoofdontwerper van de Fredericia Stolefabrik, waarvoor hij zijn bekendste ontwerpen maakte: een serie zitmeubelen aangeduid als de 22-serie, onder andere de 2204 'laenestol' (een 'orenfauteuil' uit 1964) en de 'sofa' 2212, een bankje uit 1962. Zijn ontwerpen waren klassiek, eenvoudig en functioneel en zijn bij verzamelaars van toegepaste kunst zeer gezocht.
Hij deed onderzoek naar verschillende elementen van consumentenartikelen, zoals de gangbare maten van bestek en de aantallen die mensen gemiddeld bezitten. Op basis hiervan bepaalde hij de diepte en de lengte van de verschillende delen van de kasten.
Tot zijn bekendste wandmeubelen worden de Boligens Byggeskabe (1952) en Øresund (1955) gerekend. Deze ontwierp hij samen met Grethe Meyer. De inspiratie voor zijn losse meubelen is gebaseerd op onder meer de Engelse Windsorstoelen en de Spaanse stoelen met armleuningen. Veek aftrek vond zijn ontwerp van de sofa van het model 1789. Dit type stamt uit 1945 en is begin 21e eeuw nog steeds in productie bij de meubelfabrikant Fritz Hansen. Andere populaire modellen zijn onder meer de Shaker-tafels 6288 en 6286 uit 1965.
| Spaanse stoel (1959) |  | 1789 (1945) |
| Spaanse stoel (1959) |  | 1789 (1945) |

- Bibliothèque nationale de France: cb15123143q (data)
- Gemeinsame Normdatei: 13202568X
- International Standard Name Identifier: 0000 0000 8331 1517
- KulturNav: b7d3e9a8-d0c7-4c0d-acee-40917ca62176
- Library of Congress Control Number: n2006048566
- Nationale Bibliotheek van Letland: 000325370
- Nationale Bibliotheek van Tsjechië: xx0330160
- Système universitaire de documentation: 192307711
- Union List of Artist Names: 500103098
- Virtual International Authority File: 118151307
- WorldCat: E39PBJckMg3tFrxgRkK8J4vCQq